# Брикет (посёлок)
Брике́т — посёлок в Рузском городском округе Московской области. Население — 588 чел. (2010).

## История
До 1929 года территория относилась к Воскресенскому уезду, в этом месте походила граница Мамошинской и Никольской волостей. В 1929—1959 годах в была в составе Ново-Петровского района. В 1959 году Ново-Петровский район был упразднён, сельсоветы были переданы в Рузский район.
Посёлок возник в годы первых пятилеток, когда недалеко от истока реки Озерны из озера Тростенское было осушено обширное Озернинское болото и на нём началась разработка торфа. Посёлок построили севернее села Никольское близ деревни Варвариха. В нём разместилось торфопредприятие по производству торфобрикетов «Брикет», в честь которого и назвали посёлок. К предприятию от места разработки была проложена узкококолейная железная дорога, которая была разобрана и украдена местными жителями в конце 20-го века.
После начала добычи в 1950-х годах нефти в Западной Сибири надобность в торфобрикетах как топливе пропала. Предприятие «Брикет» начало производить продукцию для авиационной и космической отраслей. Предприятие
входило в программу «Энергия-Буран» — создавало керамические плитки теплозащиты. В 90-х годах завод пришел в упадок, а сейчас и вовсе превратился в руины.
До 2006 года Брикет входил в состав Никольского сельского округа. С 2006 по 2017 год входил в состав сельского поселения Волковское Рузского района Московской области. В 2017 году все сельские поселения Рузского района были упразднены, а район преобразован в Рузский городской округ.

## География
Расположен на северо-востоке района, примерно в 28 км северо-восточнее города Рузы, у правого берега реки Озерны, у системы прудов, оставшихся от добычи торфа, высота центра над уровнем моря 207 м.

## Население
| 2002 | 2006 | 2010 |
| ---- | ---- | ---- |
| 690  | ↗716 | ↘588 |

## Транспорт
Через посёлок проходит автодорога А108 Московское большое кольцо. В 8 км севернее проходит Новорижское шоссе. Посёлок связан с Рузой и Москвой автобусным сообщением.

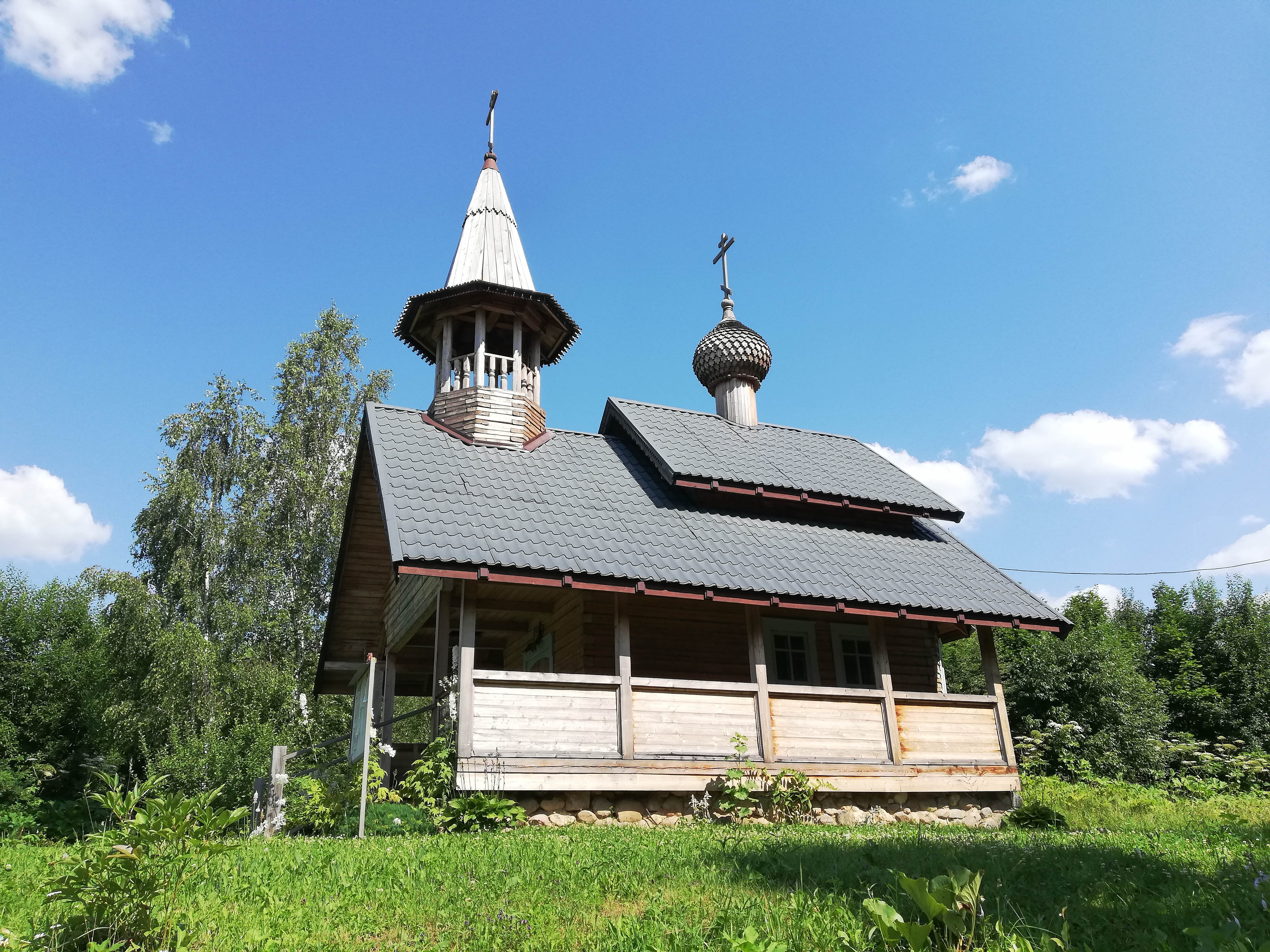
Храм преподобного Левкия Волоколамского в посёлке

В посёлке числятся 6 улиц — Н. Кузьминова, Горная, Зелёная, Центральная, Садовая, Комсомольская и Профсоюзный проезд.

## Образование
С 2013 года действует кадетская школа-интернат «Первый Рузский казачий кадетский корпус имени Героя Советского Союза Л. М. Доватора»

## Здравоохранение
В посёлке работает фельдшерско-акушерский пункт.
Действует церковь Левкия Волоколамского постройки 1998 года.

## Музей
В 2016 году в посёлке Брикет был открыт частный музей военной истории Сергея Докучаева.